# Aeroportul Cap. Av. Juan Cochamanidis San
Aeroportul Cap. Av. Juan Cochamanidis San (IATA: SNG, ICAO: SLSI) este un aeroport din Santa Cruz, Bolivia ce deservește zona San Ignacio.
Situat la o altitudine de 413 m, aeroportul dispune de o singură pistă.